# Congresbury
Congresbury is een civil parish in het bestuurlijke gebied North Somerset, in het Engelse graafschap Somerset met 3497 inwoners.